# Eupolymnia magnifica
Eupolymnia magnifica är en ringmaskart som först beskrevs av Webster 1884.  Eupolymnia magnifica ingår i släktet Eupolymnia och familjen Terebellidae. Inga underarter finns listade i Catalogue of Life.